# Daïras de la wilaya de Mostaganem
La wilaya de Mostaganem est composée de dix daïras (circonscriptions administratives), chacune comprenant plusieurs communes pour un total de trente-deux communes.

## Liste de daïras
Localisation des daïras dans la wilaya de Mostaganem:

1. Daïra d‘Achaacha
2. Daïra d‘Ain Nouissi
3. Daïra d‘Ain Tadles
4. Daïra de Bouguirat
5. Daïra de Hassi Mameche
6. Daïra de Khiredine
7. Daïra de Mesra
8. Daïra de Mostaganem
9. Daïra de Sidi Ali
10. Daïra de Sidi Lakhdar

Daïras de la wilaya de Mostaganem :
| Daïra          | Communes                                         | Nombre de communes | Population (estimation) | Superficie km2 |
| -------------- | ------------------------------------------------ | ------------------ | ----------------------- | -------------- |
| Mostaganem     | Mostaganem                                       | 1                  | +000166,                | +0050,         |
| Hassi Maameche | Hassi Mameche, Mazagran, Stidia                  | 3                  | +0 00061,               | +0138,         |
| Aïn Tedles     | Aïn Tedles, Sour, Sidi Belattar, Oued El Kheir   | 4                  | +0 00095,               | +0138,         |
| Bouguirat      | Bouguirat, Safsaf, Sirat, Souaflia               | 4                  | +0 00091,               | +0336,         |
| Sidi Ali       | Sidi Ali, Ouled Maallah, Tazgait                 | 3                  | +0 00064,               | +0388,         |
| Achaacha       | Achaacha, Khadra, Nekmaria, Ouled Boughalem      | 4                  | +0 00081,               | +0233,         |
| Aïn Nouïssy    | Aïn Nouïssy, El Hassiane, Fornaka                | 3                  | +0 00044,               | +0170,         |
| Mesra          | Mesra, Aïn Sidi Cherif, Mansourah, Blad Touahria | 4                  | +0 00064,               | +0203,         |
| Sidi Lakhdar   | Sidi Lakhdar, Hadjadj, Abdelmalek Ramdane        | 3                  | +0 00076,               | +0307,         |
| Kheireddine    | Kheireddine, Aïn Boudinar, Sayada                | 3                  | +0 00065,               | +0128,         |